# Wild Thoughts
Wild Thoughts è un singolo del produttore e musicista statunitense DJ Khaled, pubblicato il 16 giugno 2017 come quarto estratto dal decimo album in studio Grateful.

## Descrizione
Il brano è stato realizzato in collaborazione con la cantante barbadiana Rihanna e il cantante e rapper Bryson Tiller ed è basato su un campionamento del singolo Maria Maria dei Santana, nonché colonna sonora del film West Side Story.

## Successo commerciale
Wild Thoughts ha debuttato alla quarta posizione della Billboard Hot 100, con 89 000 copie digitali vendute e 36,3 milioni di riproduzioni streaming accumulati nella prima settimana, diventando la trentunesima top ten di Rihanna, la terza di DJ Khaled e la prima di Bryson Tiller e rendendo la cantante la quarta donna ad accumulare almeno 60 ingressi nella classifica. Nella sua seconda settimana è salita alla 3, diventando la prima canzone a debuttare in top 5 e a salire nella sua seconda settimana da The Monster di Eminem e della stessa Rihanna. Ha in seguito raggiunto la seconda posizione, bloccata da Despacito di Luis Fonsi, Daddy Yankee e Justin Bieber.
Nel Regno Unito il brano ha raggiunto la vetta della classifica, diventando la seconda numero uno di DJ Khaled, la nona di Rihanna e la prima di Bryson Tiller.

## Video musicale
Il videoclip del brano è stato girato a Little Haiti, quartiere residenziale nei pressi di Miami, nel mese di giugno 2017. Le prime immagini dalle riprese sono state pubblicate il 6 giugno 2017. Il video è stato diretto da Colin Tilley e pubblicato il 16 giugno 2017 sulla piattaforma Vevo.
In una scena, Rihanna balla il brano da sola nella camera di un hotel, la cui unica fonte di frescura è un ventilatore su una scrivania che le scompiglia i capelli, e canta indossando un mini abito in chiffon di seta turchese abbinato a un paio di sandali da gladiatore, presi dalla sua collaborazione con Manolo Blanick, specchiandosi. Il video è tra quelli sorteggiati per il titolo di Video dell'anno agli MTV Video Music Awards 2017.

## Tracce
Testi e musiche di Khaled Khaled, Robyn Fenty, Bryson Tiller, Jahron Anthony Brathwaite.
1. Wild Thoughts (feat. Rihanna e Bryson Tiller) – 3:24

## Classifiche

### Classifiche settimanali
| Classifica (2017) | Posizione massima |
| ----------------- | ----------------- |
| Australia         | 2                 |
| Australia (Urban) | 1                 |
| Belgio (Fiandre)  | 5                 |
| Belgio (Vallonia) | 3                 |
| Finlandia         | 8                 |
| Francia           | 2                 |
| Germania          | 4                 |
| Irlanda           | 3                 |
| Italia            | 17                |
| Paesi Bassi       | 5                 |
| Nuova Zelanda     | 2                 |
| Norvegia          | 5                 |
| Scozia            | 9                 |
| Svezia            | 4                 |
| Regno Unito       | 1                 |
| Stati Uniti       | 2                 |
| Portogallo        | 2                 |
| Bulgaria          | 2                 |
| Danimarca         | 3                 |
| Spagna            | 10                |
| Svizzera          | 3                 |

### Classifiche di fine anno
| Classifica (2017) | Posizione |
| ----------------- | --------- |
| Brasile           | 98        |
| Islanda           | 31        |